# Dan Cociș
Dan Cociș este un actor român care a jucat în filmele Liceenii și Liceenii Rock'n'Roll.